# Ho, Hofors kommun
Ho är en by i Hofors kommun, Gävleborgs län. 
Ho var fram till 2000 klassad som en småort, enligt SCB. 